# غدو ذار خوم (المهرة)

تعديل مصدري - تعديل

غدو ذار خوم هي إحدى قرى عزلة دمقوت بمديرية حوف التابعة لمحافظة المهرة، بلغ تعداد سكانها 37 نسمة حسب تعداد اليمن لعام 2004.